# Bell Biv DeVoe
Bell Biv Devoe es un grupo de R&B que se separaron de New Edition. Se compone de tres de los miembros anteriores de New Edition, Ricky Bell, Michael Bivins, y DeVoe Ronnie. Aunque el grupo alcanzó la popularidad en 1991, con su álbum debut, Poison.

## Historia
Ricky Bell, Michael Bivins y Ronnie Devoe, son los componentes de este grupo de Philadelfia surgido a principios de los 90 con un claro estilo New Jack Swing. Miembros originales de New Edition, consiguieron un notable éxito en Estados Unidos con su primer trabajo Poison, siendo #1 en R&B de Billboard, su tema más conocido a la vez. Este álbum vendió más de tres millones de copias en Estados Unidos. Al cerebro del grupo: Michael Bivins, también se le atribuye la producción del álbum debut de Boyz II Men.
Actualmente han participado en reuniones con sus excompañeros de New Edition para trabajar en su próximo álbum.

## Discografía

### Álbum de estudio
| 1990                         | Poison - Lanzamiento:20 de marzo de 1990 - Discográfica: MCA Records              | 5  | 1  | — | 13 | 35 | - US: 4× Platino |
| 1993                         | Hootie Mack - Lanzamiento: junio de 1993 - Discográfica: MCA Records              | 19 | 6  | 3 | 33 | —  | - USA: Oro       |
| 2001                         | BBD - Lanzamiento: 18 de diciembre , 2001 - Discográfica: Biv10/Universal Records | —  | 62 | — | —  | —  |                  |
| "—" No entra en las gráficas |                                                                                   |    |    |   |    |    |                  |

### Remix albums
| Año  | Lanzamiento                                                                                     | Pico de posiciones | Pico de posiciones | Certificaciones (sales threshold) |
| Año  | Lanzamiento                                                                                     | US                 | US R&B             | Certificaciones (sales threshold) |
| ---- | ----------------------------------------------------------------------------------------------- | ------------------ | ------------------ | --------------------------------- |
| 1991 | WBBD-Bootcity!: The Remix Album - Lanzamiento: 27 de agosto de 1991 - Discográfica: MCA Records | 18                 | 18                 | - US: Gold                        |

### Singles
| Año  | Sencillos                                    | Pico de posiciones | Pico de posiciones | Pico de posiciones | Pico de posiciones | Pico de posiciones | Pico de posiciones | Certificaciones (mayores ventas) | Álbum         |
| Año  | Sencillos                                    | US                 | US R&B             | US Dance           | AUS                | NZ                 | UK                 | Certificaciones (mayores ventas) | Álbum         |
| ---- | -------------------------------------------- | ------------------ | ------------------ | ------------------ | ------------------ | ------------------ | ------------------ | -------------------------------- | ------------- |
| 1990 | "Poison"                                     | 3                  | 1                  | 7                  | —                  | 3                  | 19                 | - US: Platino                    | Poison        |
| 1990 | "Do Me!"                                     | 3                  | 4                  | 6                  | —                  | 8                  | 56                 |                                  | Poison        |
| 1990 | "B.B.D. (I Thought It Was Me)?"              | 26                 | 1                  | 16                 | —                  | 37                 | 86                 |                                  | Poison        |
| 1991 | "When Will I See You Smile Again?"           | 63                 | 3                  | —                  | —                  | —                  | —                  |                                  | Poison        |
| 1991 | "She's Dope!"                                | —                  | 9                  | —                  | —                  | —                  | —                  |                                  | WBBD-Bootcity |
| 1991 | "Word to the Mutha!" (featuring New Edition) | 13                 | 1                  | —                  | —                  | 11                 | —                  |                                  | WBBD-Bootcity |
| 1992 | "Gangsta"                                    | 21                 | 22                 | —                  | 17                 | 11                 | —                  |                                  | Hootie Mack   |
| 1993 | "Something in Your Eyes"                     | 38                 | 6                  | —                  | —                  | —                  | 60                 |                                  | Hootie Mack   |
| 1993 | "Above the Rim"                              | —                  | 81                 | —                  | —                  | 15                 | —                  |                                  | Hootie Mack   |
| 2001 | "The Hot Shit"                               | —                  | —                  | —                  | —                  | —                  | —                  |                                  | BBD           |
|      |                                              |                    |                    |                    |                    |                    |                    |                                  |               |